# Hôtel Leberthon
L'hôtel Leberthon, ou hôtel Le Berthon, est un hôtel particulier du XVIIIe siècle situé à Bordeaux, en France. Il abrite aujourd'hui le Crédit municipal, une banque à vocation sociale gérée par la ville.

## Localisation
L'hôtel est situé 29, rue du Mirail, dans le quartier Saint-Michel.

## Histoire

### L'hôtel particulier des Leberthon
Un premier hôtel particulier se tient à cet emplacement, propriété des Leberthon depuis 1573. Cette famille est une des plus anciennes dynastie de parlementaires de Bordeaux.
À la suite d'un incendie survenu en 1741, André-François-Benoît Le Berthon (1683-1762), baron de Podensac, seigneur d'Aiguilhe et de Saint-Georges, et premier président du Parlement de Bordeaux, fait réaliser un nouvel hôtel, encore plus prestigieux, par l'architecte André Portier. L'édifice est achevé en 1747. 
À l'origine, il se dresse entre cour et jardin, mais ce dernier a depuis disparu, englobé dans les constructions du lycée Montaigne (en 1952 puis 1973).
Pour le dédommager des pertes consécutives à l'incendie, le roi Louis XV contribue à la nouvelle demeure de Leberthon pour une somme importante de 100 000 livres (1 500 000 euros actuels). L'Hôtel Leberthon est l'unique exemple à Bordeaux d'un immeuble particulier construit avec un appui public substantiel.
L'hôtel est ensuite la résidence du fils du commanditaire, André-Benoît-François-Hyacinthe Le Berthon, qui devient à son tour en 1766 premier président du Parlement, à la suite de son père, et le dirige pendant 25 ans, jusqu'à sa suppression en 1790. 
À la Révolution, il s'installe à Paris, nommé député aux États généraux par la noblesse. Il ne revient jamais à Bordeaux et la famille Leberthon vend l'hôtel en 1793. 
Après avoir connu plusieurs propriétaires successifs, l'hôtel devient le siège du Mont-de-piété en 1801.

### Le Mont-de-piété bordelais
Les Monts-de-piété sont les ancêtres du Crédit municipal. Créés à Pérouse en Italie en 1492, ils ont une vocation sociale en luttant contre l'usure (taux d'intérêt abusif) et en permettant d'emprunter en donnant un gage de garantie (prêt sur gage).
C'est en 1801 que le Mont-de-piété bordelais voit le jour et s'installe en location dans l'hôtel Leberthon. Trois ans plus tard, Napoléon accorde le monopole du prêt sur gage aux Monts-de-piété. L'établissement de Bordeaux connaît alors une longue période de prospérité tout au long du XIXe siècle et figure même parmi les plus actifs du pays. En 1851, il est municipalisé. Depuis cette date son conseil d’administration est présidé par le maire de la ville. En 1866, l'établissement devient propriétaire de l'hôtel Leberthon.
Avec le développement des sociétés mutualistes, et du code du travail, les charges pesant sur les couches sociales les plus défavorisées s'allègent, faisant perdre au Mont-de-piété son fonds de commerce. 

### Le Crédit municipal de Bordeaux
En 1919, le Mont-de-piété bordelais change de nom et devient la Caisse de Crédit municipal de Bordeaux. Il étend ainsi ses activités aux comptes de dépôt à vue et aux comptes chèques. 
À partir de 1950, deux lois confirment la bancarisation de son activité : en 1954, les caisses de Crédit municipal peuvent proposer des offres de crédit aux fonctionnaires et, en 1984, l'État leur confère la qualité d’établissements de crédit, leur permettant d’effectuer toutes les opérations bancaires. 
Progressivement, les activités bancaires, et en particulier les prêts aux fonctionnaires, remplacent le microcrédit social qui avait fait le succès des Monts-de-piété au XIXe siècle
À la fin du XXe siècle, la précarisation du marché de l’emploi, la baisse des salaires et l’augmentation du chômage amènent le Crédit municipal de Bordeaux à se recentrer sur son cœur de métier : l’action sociale, via le prêt sur gage et l’économie sociale et solidaire. 
Ses prérogatives s’étendent aujourd'hui au-delà de l’Aquitaine, et l'établissement bordelais regroupe ainsi 12 agences en France, sur la côte atlantique et dans les DOM.
En juin 2021, à la suite de la commercialisation, à partir de 2017, de nouveaux produits particulièrement risqués (prêts patrimoniaux ou adossés à des droits Sacem), l’Autorité de contrôle prudentiel et de résolution (ACPR) prononce à son encontre un blâme et une amende de 120 000 euros.

## Architecture

### Extérieur
L'hôtel se compose d'une cour fermée et d'un corps de logis située en retrait. Construit en pierres de taille, son architecture est de style Louis XV, ou rocaille, avec fenêtres à arceaux et toits mansardés caractéristiques. De même la façade principale est scandée par des pilastres à refends, et agrémentée de balconnets en fer forgé.
Le bâtiment principal se raccorde au mur sur la rue par deux ailes basses en retour d'équerre, à la manière traditionnelle. L'une était réservée aux cuisines, et l'autre aux écuries. Le renfoncement en en demi-lune de la porte cochère servait à faciliter la manœuvre des carrosses.
Ses fondations renferment un niveau de caves couvertes de voûtes en berceau, éclairées par des soupiraux.

La façade sur la rue a été agrandie par l'adjonction de trois travées à gauche et deux à droite, et explique la facture différente des mascarons.

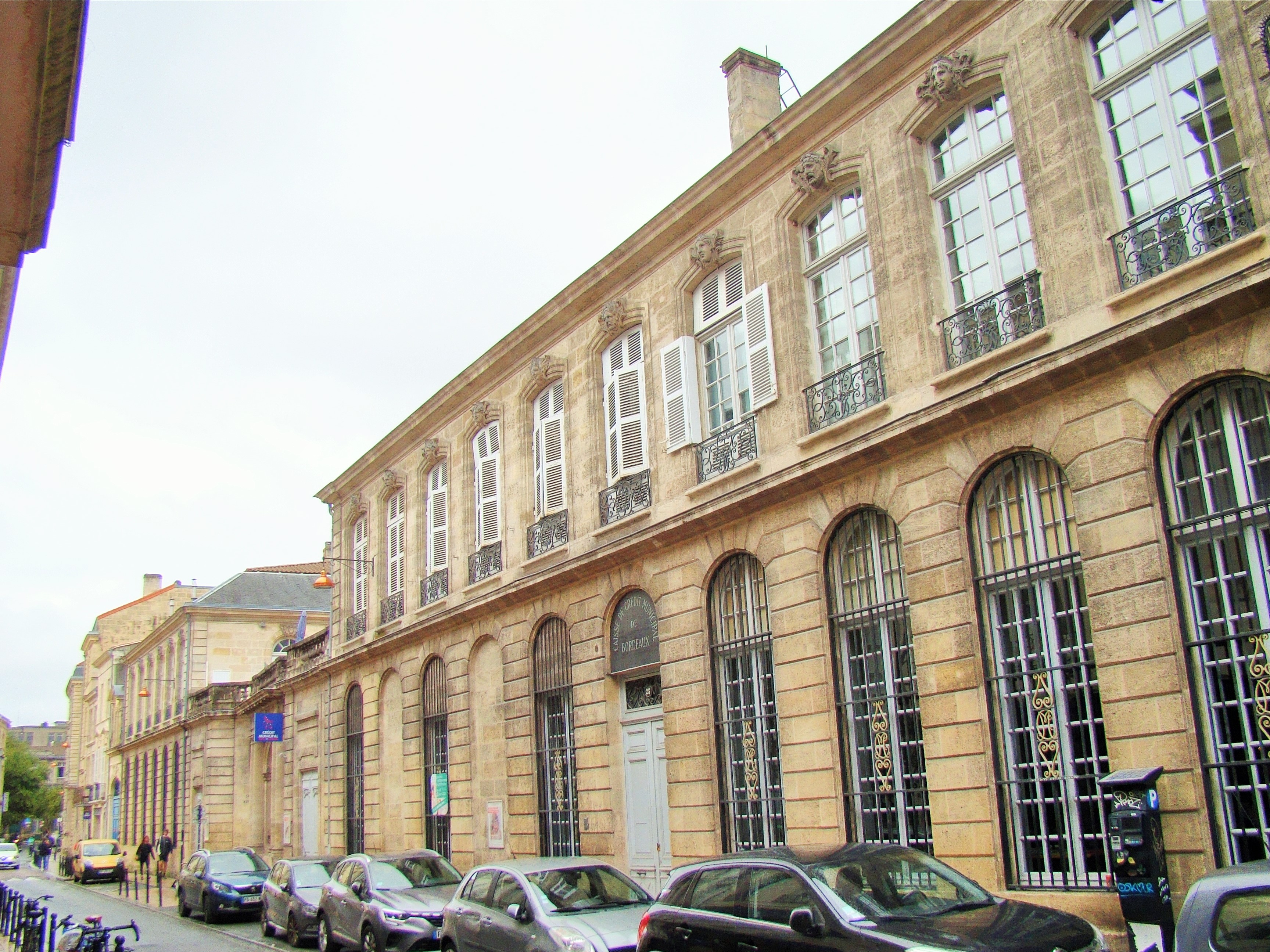
Façades donnant sur la rue du Mirail.
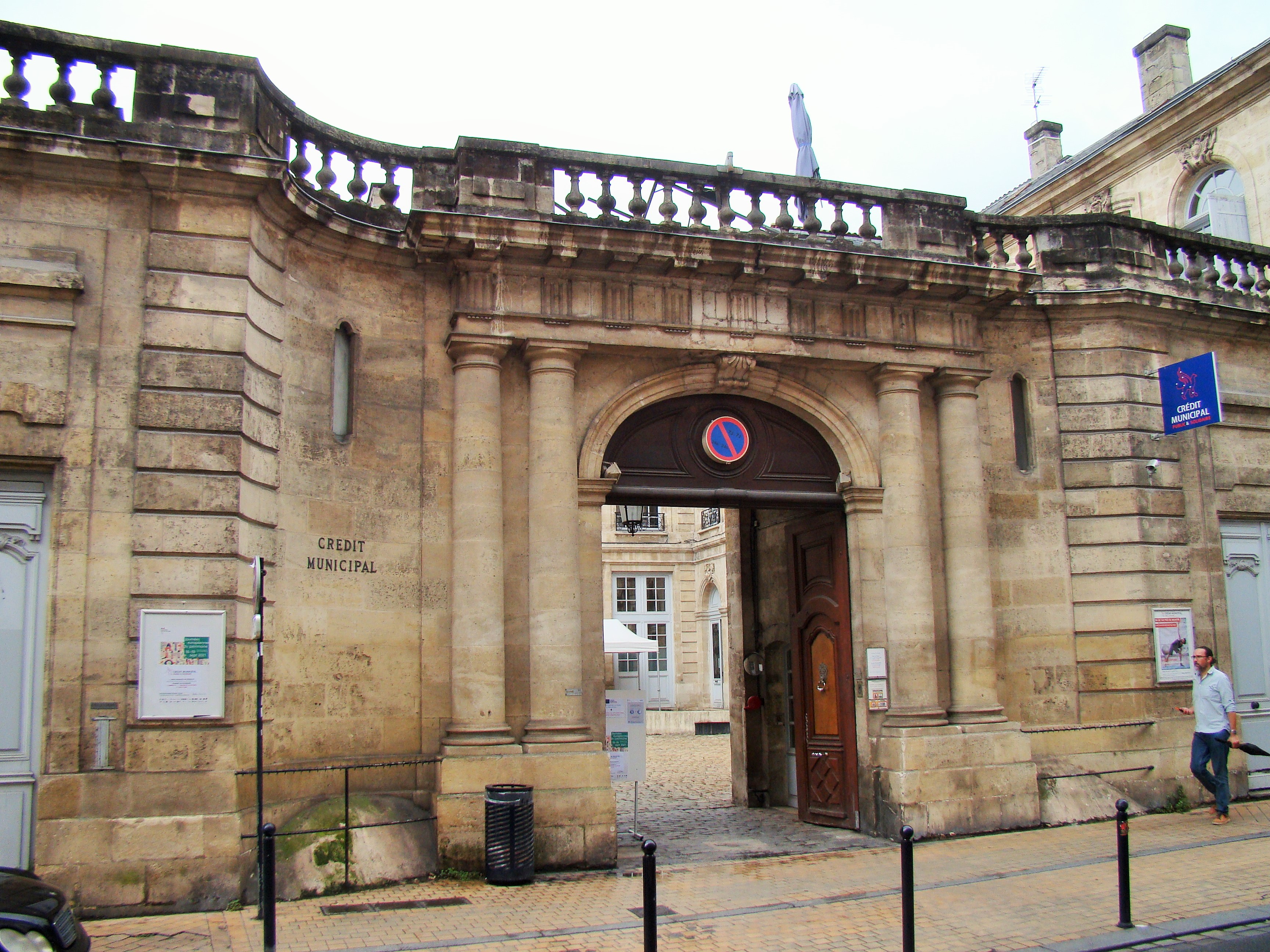
La porte cochère.
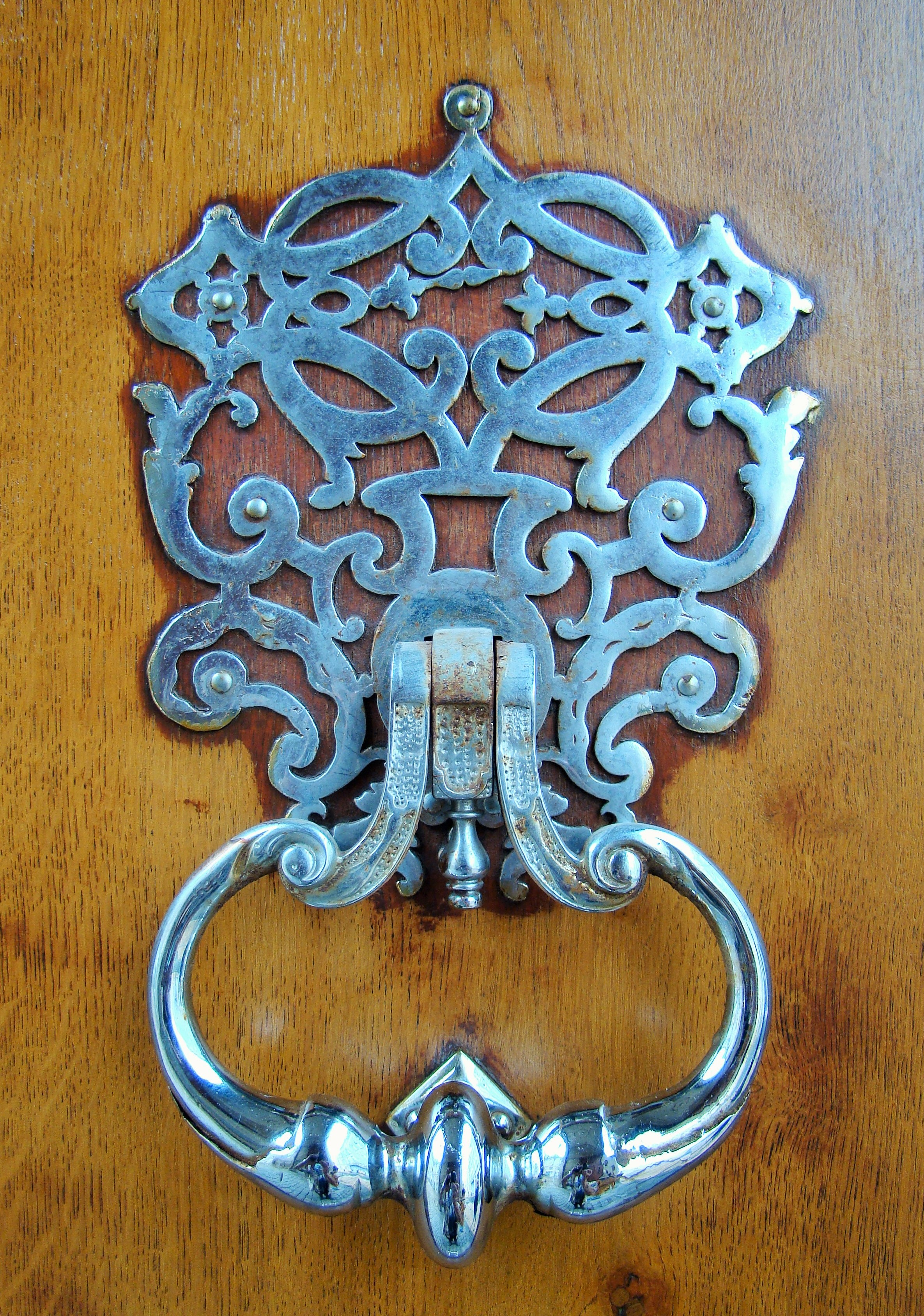
Le heurtoir de la porte cochère.
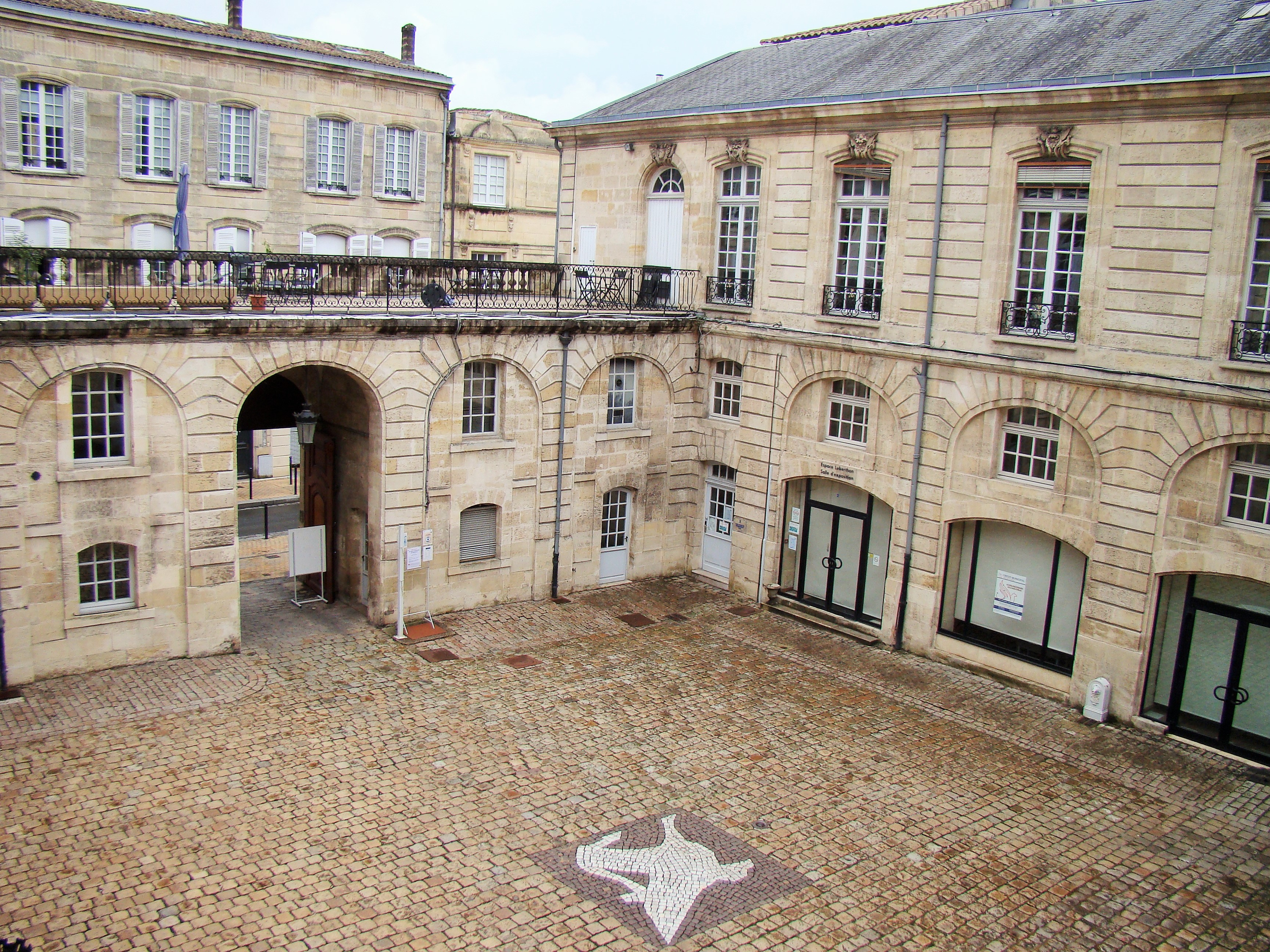
La cour intérieure.
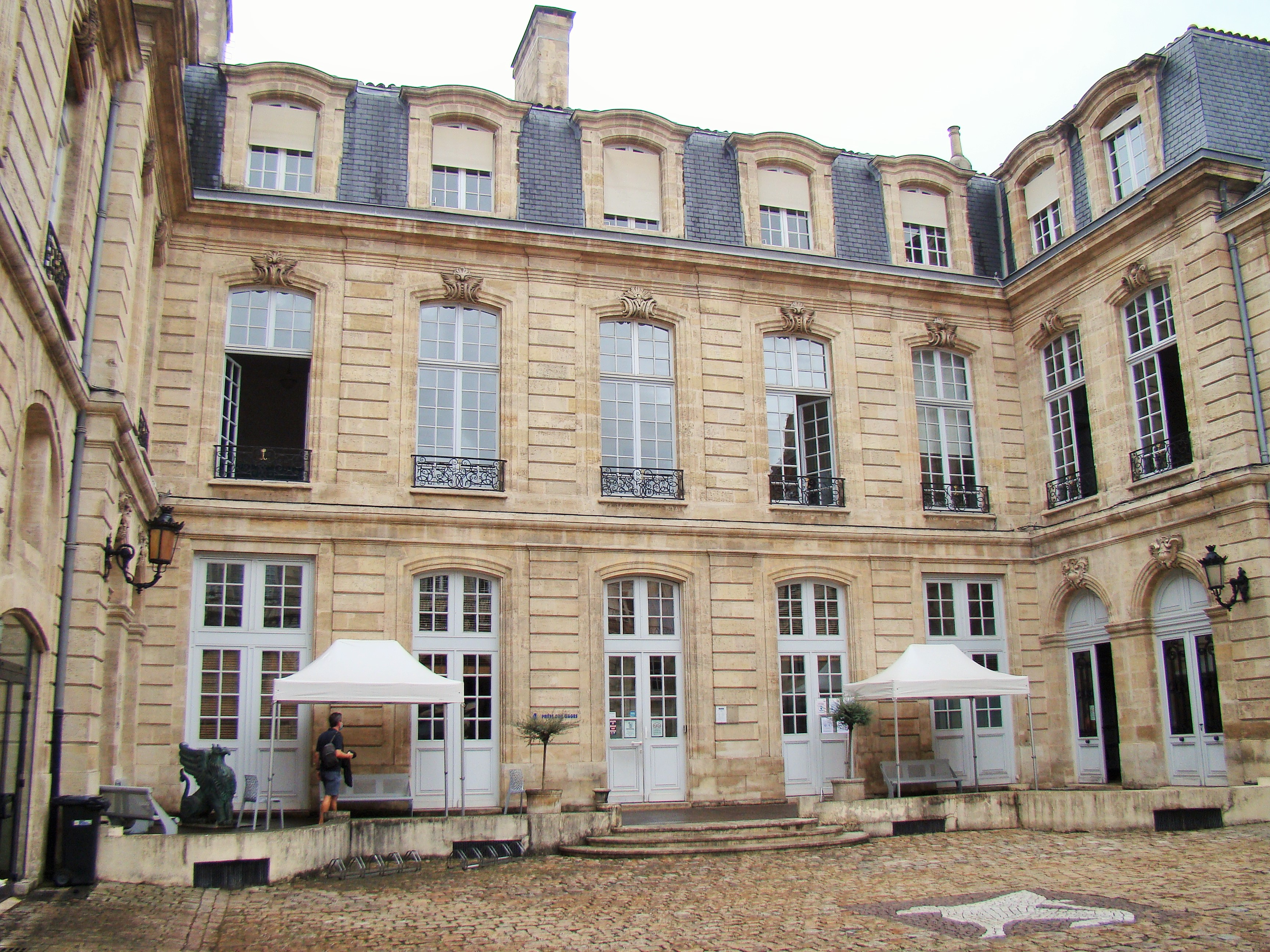
Le corps de logis.

### Intérieur
Le corps de logis est cantonné de deux pavillons qui contiennent à gauche le vestibule et l'escalier d'honneur, et à droite un escalier secondaire. Menant au 1er étage, ils constituent un vrai témoignage de la distribution primitive.
L'escalier d’honneur, en pierre de taille, est composé de trois volées droites soulignées par une belle rampe en fer forgé aux motifs d’entrelacs croisés. Il traduit le savoir faire des maîtres-maçons du XVIIIe siècle car sa construction fait appel à de savantes notions stéréotomiques.

Le second escalier, plus modeste et sobre, présente une belle voûte et une rampe sculptée en fer forgé. 

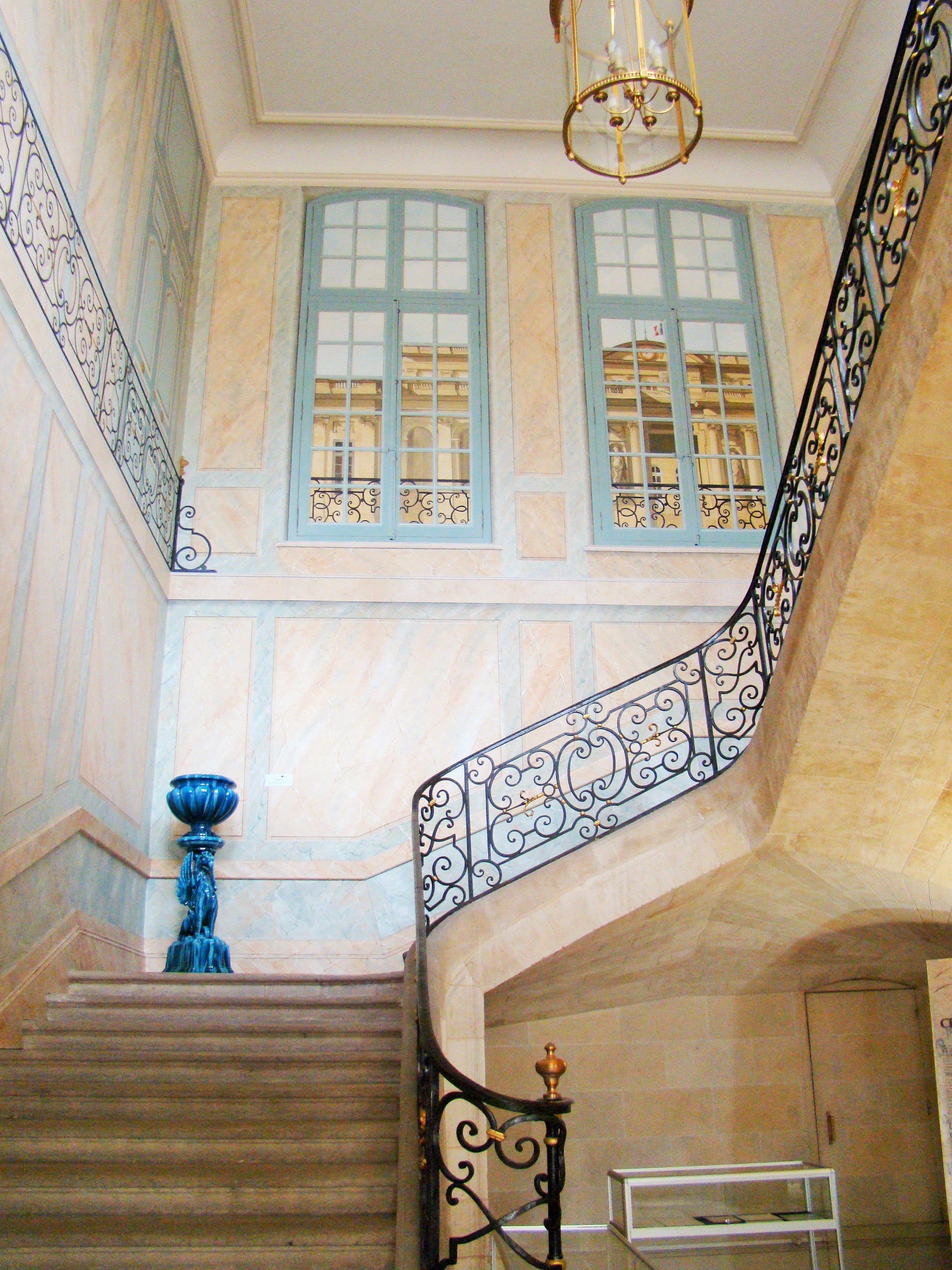
Le vestibule et escalier d'honneur.
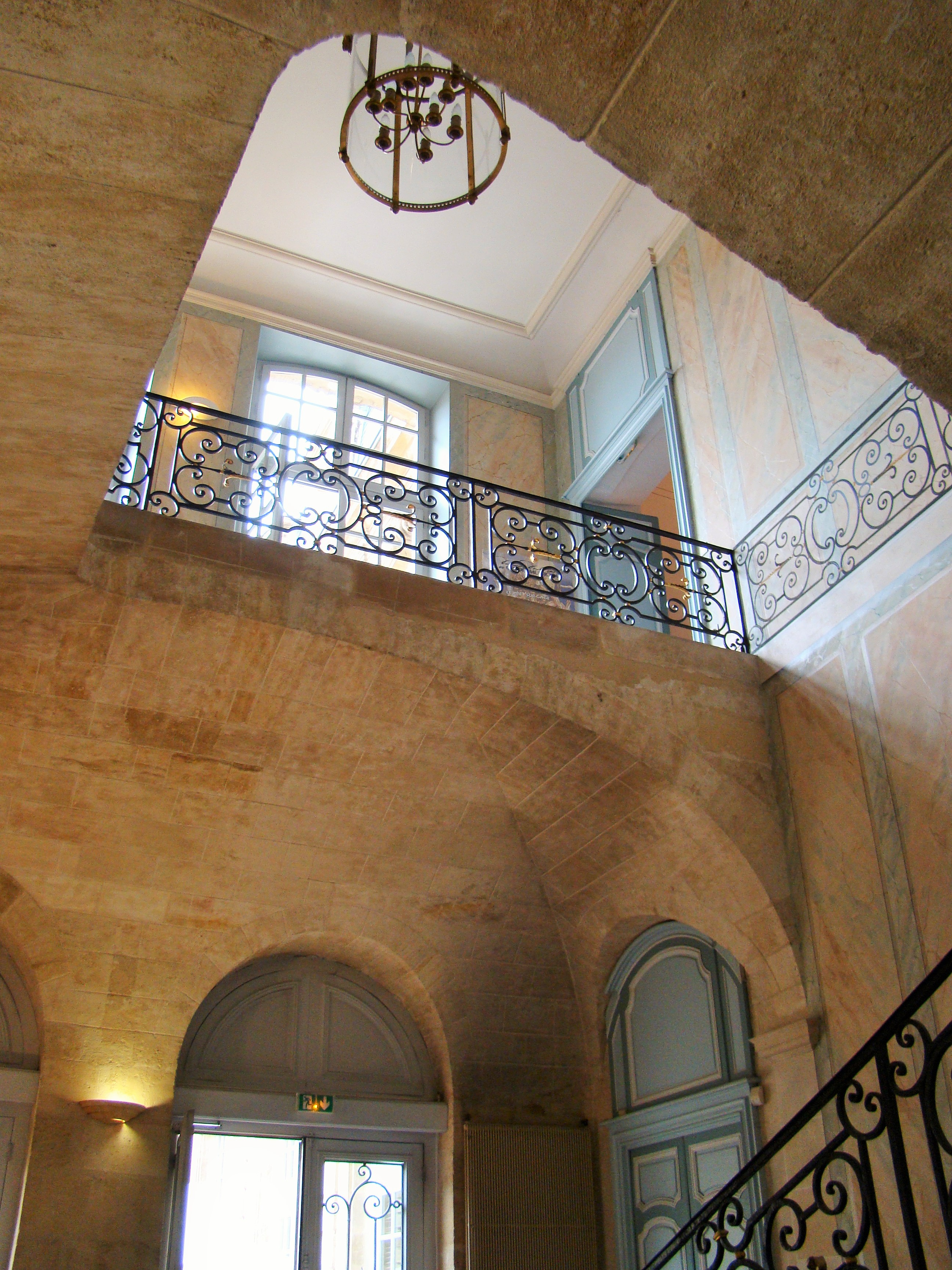
Le vestibule et escalier d'honneur.
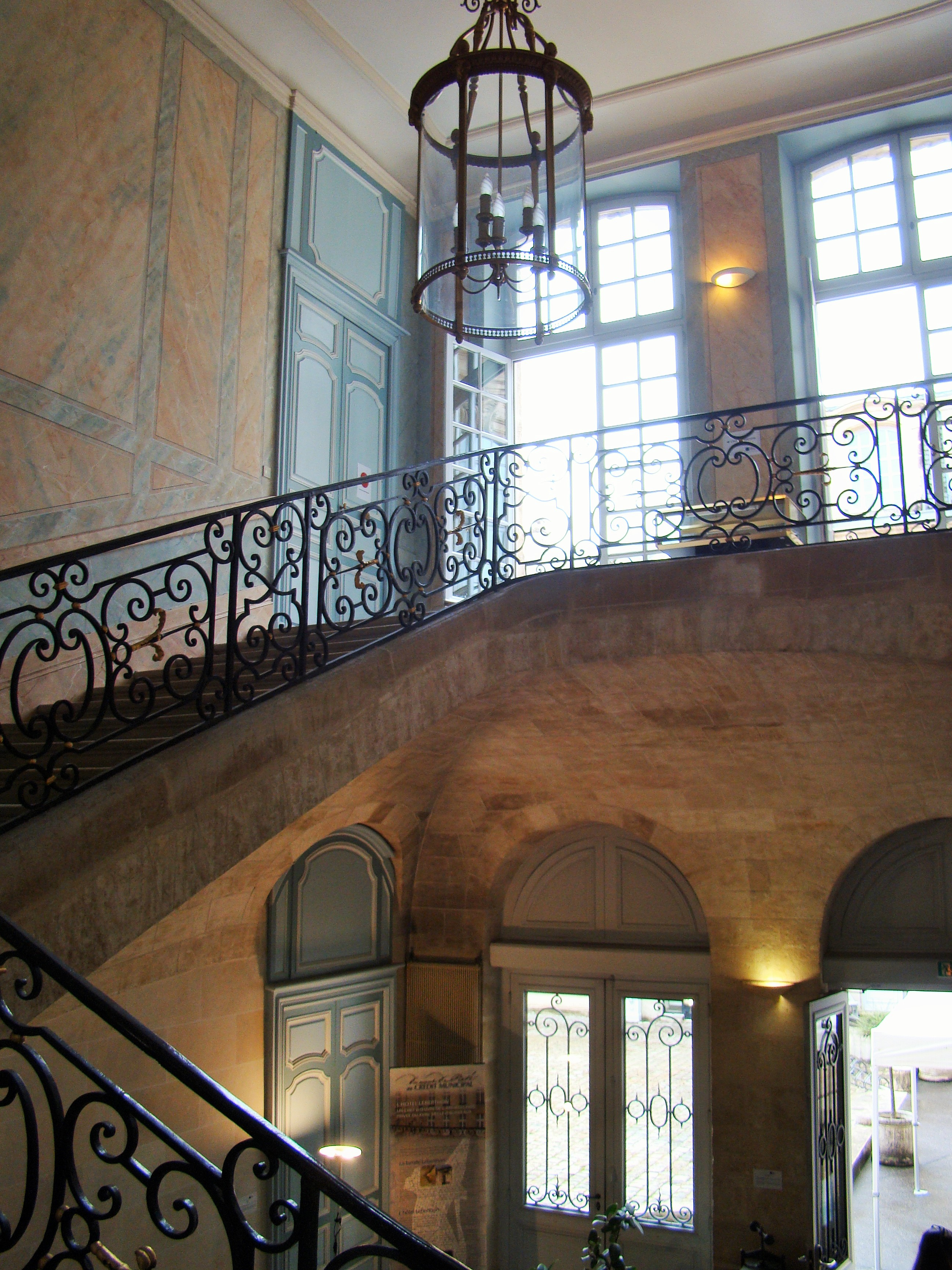
Le vestibule et escalier d'honneur.
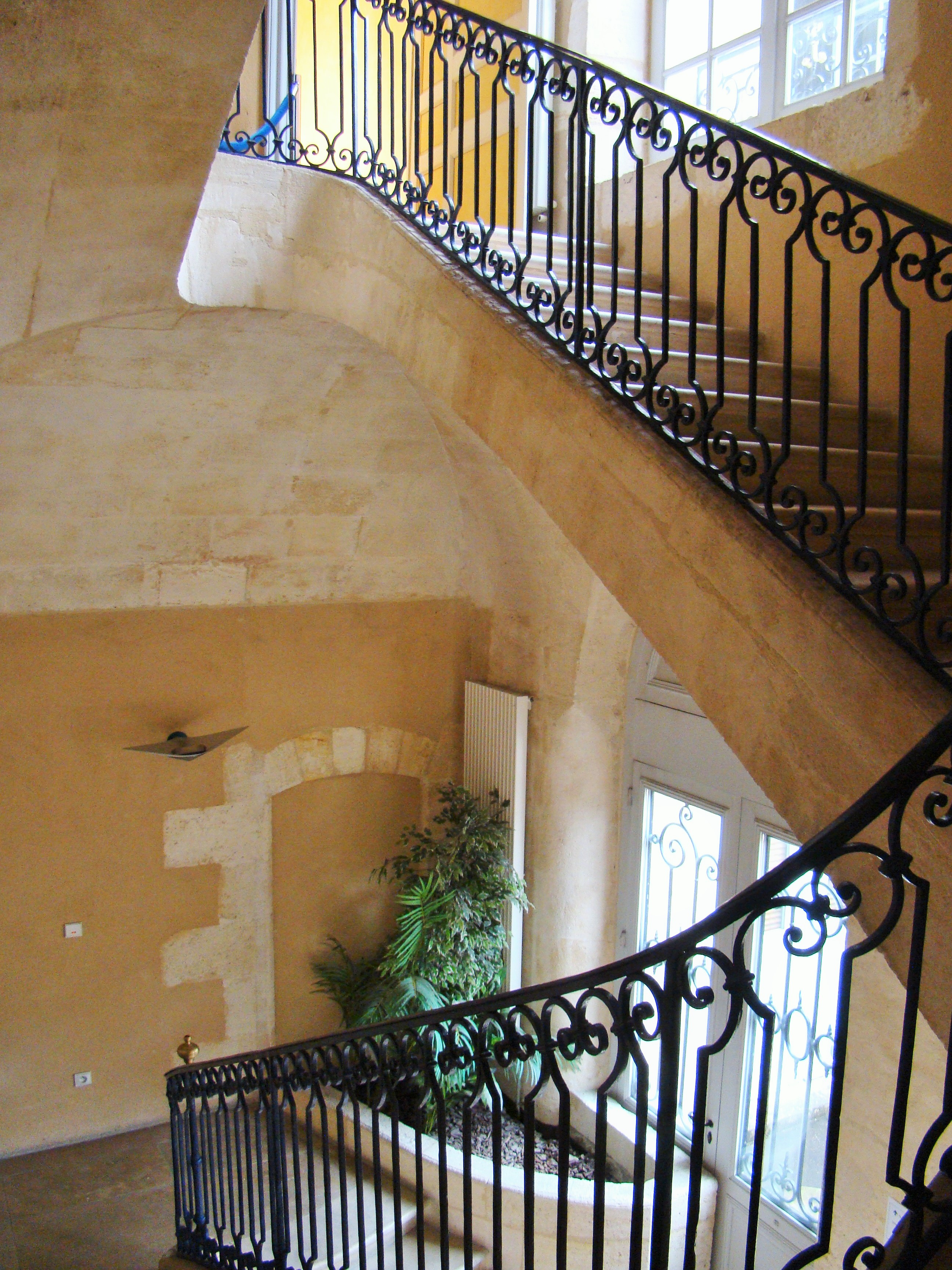
L'escalier secondaire.